# Helen Meany
Helen Meany, posteriorment coneguda pel seu nom de casada Helen Gravis, (Nova York, 15 de desembre de 1904 – Greenwich, Connecticut, 21 de juliol de 1991) va ser una saltadora estatunidenca que va competir durant la dècada de 1920.
El 1920 va prendre part en els Jocs Olímpics d'Anvers, on va disputar la prova de palanca de 10 metres del programa de salts, en què quedà eliminada en la primera ronda. Quatre anys més tard, als Jocs de París, va disputar la mateixa prova, on fou cinquena. El 1928, a Amsterdam, va disputar els seus tercers Jocs Olímpics. En ells va guanyar la medalla d'or en la prova del salt de trampolí des de 3 metres.
Va ser la primera saltadora estatunidenca que va competir en tres Jocs Olímpics. Durant la seva carrera esportiva va guanyar 13 campionats de l'AAU.